# Berekum
Berekum es una ciudad en la región de Brong-Ahafo de Ghana. Es la capital del Distrito Municipal de Berekum. Berekum es el 31.er asentamiento más populoso de Ghana, en términos de población, con 60.473 habitantes.
El futbolista John Paintsil (a veces escrito como Pantsil), nació en Berekum.